# Dzmitryj Korabau
Dzmitryj Mikałajewicz Korabau (błr. Дзмітрый Мікалаевіч Корабаў, ros. Дмитрий Николаевич Коробов – Dmitrij Nikołajewicz Korobow; ur. 12 marca 1989 w Nowopołocku) – białoruski hokeista, reprezentant Białorusi.

## Kariera klubowa
- HK Homel 2 (2004-2008)
- HK Homel (2006-2008)
- HK Szynnik Bobrujsk (2008-2009)
- HK Kieramin Mińsk (2008-2009)
- Dynama Mińsk (2009)
- HK Szachcior Soligorsk (2009-2010)
- Dynama Mińsk (2010-2012)
  -  HK Homel (2011)
- Syracuse Crunch (2012-2014)
  -  Tampa Bay Lightning (2012-2014)
- Atłant Mytiszczi (2014-2015)
- SKA Sankt Petersburg (2015)
- Spartak Moskwa (2015-2016)
- Dynama Mińsk (2016-2018)
- Torpedo Niżny Nowogród (2018-2019)
- Amur Chabarowsk (2019-2020)
- Saławat Jułajew Ufa (2020-2021)
- Dynama Mińsk (2021-)

Wychowanek Polimiru Nowopołock. Występował w białoruskiej ekstralidze. Od 2008 grał w klubie Dynama Mińsk w elitarnej lidze KHL. W sierpniu 2012 został zawodnikiem amerykańskiego klubu Tampa Bay Lightning, po czym przez dwa lata grał w zespole farmerskim, Syracuse Crunch, w lidze AHL. W barwach Tampy zaliczył wówczas trzy mecze w NHL pod koniec 2013 w trakcie sezonu NHL (2013/2014). Od lipca 2014 zawodnik Atłanta Mytiszczi w lidze KHL. Od maja 2015 zawodnik SKA Sankt Petersburg. Od lipca 2015 do marca 2016 zawodnik Spartaka Moskwa. Od maja 2016 ponownie zawodnik Dynama Mińsk, związany trzyletnim kontraktem. W lipcu 2018 został zawodnikiem Torpedo Niżny Nowogród. W sierpniu 2019 przeszedł do Amuru Chabarowsk. Od maja 2020 w Saławacie Jułajew Ufa. Od września 2021 ponownie w Dynamie Mińsk.

## Kariera reprezentacyjna
Występował w kadrach juniorskich kraju na turniejach mistrzostw świata do lat 18 w 2006, 2007 (Dywizja I), do lat 20 w 2007 (Elita), 2008, 2009 (Dywizja I). W kadrze seniorskiej uczestniczył w turniejach mistrzostw świata w 2009, 2011, 2012, 2014, 2015, 2016, 2017, 2018, 2021 (Elita).

## Sukcesy
Reprezentacyjne
- Awans do Elity MŚ Dywizji IA do lat 18: 2007

Klubowe
- Mistrzostwo dywizji AHL: 2013 z Syracuse Crunch
- Frank Mathers Trophy: 2013 z Syracuse Crunch

Indywidualne
- Mistrzostwa Świata w Hokeju na Lodzie 2011:
  - Jeden z trzech najlepszych zawodników reprezentacji w turnieju

Wyróżnienia
- Najlepszy młody zawodnik na Białorusi: 2008